# District législatif des îles Dinagat
Le district législatif des îles Dinagat, ou Lone Congressional District of Dinagat Islands, est la représentation des îles Dinagat à la Chambre des représentants des Philippines. Il fut créé en 2007 après que les îles Dinagat devinrent une province le 2 décembre 2007. Le 11 février 2010, la Cour suprême des Philippines déclara que la création de la province des îles Dinagat était nulle et non advenue en raison de la superficie terrestre et de la population insuffisantes tel que stipulé dans le code gouvernemental local pour la création des provinces. Cependant, le 24 octobre 2012, la Cour suprême est revenue sur sa décision de l'année précédente et a confirmé la constitutionalité de RA 9355 et de la création de la province des îles Dinagat.

## Liste des représentants
| Période                                         | Représentant          |
| ----------------------------------------------- | --------------------- |
| 14e Congrès 2007–2010                           | Glenda B. Ecleo       |
| 15e Congrès (en) 2010–2012                      | Ruben B. Ecleo, Jr.   |
| 15e Congrès 2012–2013 (Congressional Caretaker) | Arlene J. Bag-ao (en) |
| 16e Congrès (en) 2013–présent                   | Arlene J. Bag-ao (en) |

## Annexe